# Махмуд Сами аль-Баруди
Махмуд Сами аль-Баруди (араб. محمود سامي البارودي‎; 1839, Даманхур, Бухейра — 1904, Египетский хедиват) — османский государственный и политический деятель. Премьер-министр Египта (1882). Военный министр Египта (1881—1882). поэт-неоклассик.

## Биография
Родился в богатой оттоманско-египетской семье. Его отец черкесского происхождения, потомок брата предводителя мамлюков аль-Ашрафа Сайф аль-Дина Барсбея, был генералом, губернатором города Донгола в Судане.
Мать гречанка, принявшая ислам, чтобы выйти замуж за его отца. В 7-летнем возрасте остался сиротой.
Получил домашнее образование, изучал Коран, арабский язык и каллиграфию. Затем, до 12 лет продолжал учёбу, посещая государственные школы, углубляя знания в математике, истории и праве. В 1851 году поступил на курсы египетской военной академии.
В 1855 году окончил курсы в чине сержанта-майора, два года спустя, в 1857 году, поступил на службу в египетское министерство иностранных дел, в качестве первого назначения отправлен в Стамбул, столицу Османской империи.
Работал секретарём по иностранным делам Египта, и исполняя свои официальные обязанности, увлёкся поэзией, не только арабской, но также турецкой и французской. В июле 1863 года командовал батальоном гвардии. В качестве члена египетской военной миссии, отправился во Францию, а затем в Лондон. В 1864 году ему присвоено звание подполковника 3-го гвардейского полка Египта, а вскоре после этого — полковника 4-го полка гвардии.
В 1865 году участвовал в военной интервенции на Крите, в следующем году назначен командиром личной гвардии хедива Исмаила-паши, затем стал его личным секретарём. Во время сербско-болгарской войны отправлен в Стамбул.
Участник русско-турецкой войны (1877—1878), в чине бригадного генерала занимался реорганизацией египетской армии.
Дважды занимал пост Военного министра Египта (в 1881—1882). В 1879—1882 годах — министр имуществ (Вакуфа), пытался навести порядок и восстановить эффективность использования огромных богатств, так называемого, manus mortua, что способствовало созданию мечетей, начал строительство престижной библиотеки в Каире (сегодня Dār al-Kutub, «Дом книг»), выступал за строительство Музея искусств (Dār al-Funūn). В 1881 году стал генерал-лейтенантом.
В политике — египетский националист, сторонник Ораби-паши.
После провозглашения египетской конституции в 1882 году с февраля по май занимал пост Премьер-министра Египта.
В результате англо-египетской войны египетские войска в сентябре 1882 года были разбиты. Лидеры, включая и Махмуда Сами аль-Баруди, арестованы, осуждены к изгнанию из страны.
С 1882 по 1900 год жил в ссылке на острове Цейлон, где полностью посвятил себя творчеству. Писал стихи.
Получив прощение хедива, вернулся на родину. Умер в 1904 году.